# Болдирєв Олексій Гаврилович
Бо́лдирєв Олексі́й Гаври́лович (нар. 1931, Татаріно, Острогозький район, Воронезька область, РРФСР — пом. 2015) — Заслужений будівельник УРСР (1963), Герой Соціалістичної Праці (1974), почесний громадянин Миколаєва (1989).

## Життєпис
Народився у 1931 році в селі Татаріно Острогозького району Воронезької області. Після закінчення семирічки працював у місцевому колгоспі.
У жовтні 1952 року направлений Острогозьким РВК на відновлення суднобудівних заводів і міста Миколаєва. Працював різноробом, підсобником муляра. Закінчив курси бригадирів, згодом — 6-тимісячні курси майстрів. Очолив бригаду мулярів БМУ «Промбуд»-1 комбінату «Миколаївпромбуд».
У 1971 році закінчив вечірню школу, а у 1974 році — заочно Миколаївський будівельний технікум.
За 38 років трудового стажу вніс значний внесок у розвиток Миколаївщини. За його участю збудовано багато промислових об'єктів, в тому числі будівлі Миколаївського заводу силікатних виробів, Миколаївського глиноземного заводу, готелю «Миколаїв», нового аеропорту, спорткомплексу «Надія», а також збудовано багато житлових будинків у Миколаєві, Вознесенську, Первомайську.
Обирався депутатом Миколаївської обласної ради.

## Нагороди і почесні звання
- Медаль «Золота Зірка» Героя Соціалістичної Праці (1974);
- Два ордени Леніна;
- Орден Трудового Червоного Прапора;
- Орден Дружби народів;
- Орден «Знак Пошани»;
- Медаль «В ознаменування 100-річчя з дня народження Володимира Ілліча Леніна»;
- Заслужений будівельник УРСР (1963);
- Почесний громадянин міста Миколаєва (1989)[2]